# The Princess Bride (álbum)
The Princess Bride (La princesa prometida) es la cuarta banda sonora compuesta por el líder de Dire Straits, Mark Knopfler. Lanzado tras el éxito masivo del álbum Brothers In Arms.

## Curiosidades
Mark Knopfler le pidió al director Rob Reiner que en alguna parte de la película Rob Reiner incluyese la gorra de béisbol que llevó interpretando a Marty DiBergi en This is Spinal Tap como condición de que hiciera la banda sonora. Reiner se lo tomó muy en serio y aunque no pudo mostrar la gorra original, incluyó una similar en la habitación del nieto. Posteriormente, Mark Knopfler admitió que por su parte todo había sido una broma.

## Pistas
1. Once Upon A Time... Storybook Love (03:58)
2. I Will Never Love Again (03:01)
3. Florin Dance (01:30)
4. Morning Ride (01:34)
5. The Friends' Song (03:02)
6. The Cliffs Of Insanity (03:16)
7. The Swordfight (02:42)
8. Guide My Sword (05:09)
9. The Fireswamp And The Rodents Of Unusual Size (04:44)
10. Revenge (03:48)
11. A Happy Ending (01:51)
12. Storybook Love* (04:24)

Todos los títulos compuestos por Mark Knopfler, excepto * con composición y voz de Willy DeVille y arreglos de Mark Knopfler.

## Músicos
- Willy DeVille - Voz.
- Mark Knopfler - Guitarra.
- Micky Feat - Bajo.
- Guy Fletcher - Teclados y sintetizadores.
- Jamie Lane - Batería.

## Datos técnicos
- Mark Knopfler - Productor.
- Guy Fletcher - Productor.
- Marc DeSisto - Ingeniero.
- Bob Ludwig - Materización.
- Bill Schnee - Mezclas.
- Deborah Feingold - Fotografía.
- Clive Coote - Fotogramas de producción.
- Steve Jackson - Ingeniero y mezclas en el tema "Storybook Love".